# Lina Morgan
Lina Morgan   (Madrid, 20 de març de 1936 - Madrid, 19 d'agost de 2015) nom artístic de María de los Ángeles Felipa López Segovia, fou una vedette i actriu espanyola en el cinema, teatre, musicals i la televisió.
Al llarg de la seva carrera, va debutar l'any 1949, va destacar per interpretar majoritàriament papers còmics i relacionats amb gèneres populars com la revista musical i la comèdia musical. Entre els seus èxits principals destaquen en el teatre les obres ¡Vaya par de gemelas!, Sí al amor, El último tranvía i Celeste... no es un color, en cinema pel·lícules com Los subdesarrollados, Soltera y madre en la vida i La tonta del bote, en el cas de la televisió Compuesta y sin novio, Hostal Royal Manzanares i Academia de baile Gloria. Entre altres premis va aconseguir el Fotogramas de Plata, 3 TP d'Or, el Premi Ondas, la Medalla d'Or al mèrit en el Treball i la Medalla d'Or al mèrit en les Belles Arts.
Lina Morgan va ser arrendatària del Teatro La Latina des de 1978 i la seva propietària des del 1983 fins al 2010, en aquest teatre va programar les seves obres més importants.

## Biografia

### Inicis
Va néixer en plena Guerra Civil, en una família modesta que vivia al barri madrileny de La Latina. Els seus pares van ser Emilio López Salas (1898-1981), oficial de sastreria, i Julia Segovia García (1902-1991), mestressa de casa. Van tenir cinc fills, sent Lina la quarta (Emilio, Julio, Julia, Lina y José Luis).
Després d'acabar l'educació primària, amb 11 anys comença a estudiar ball clàssic espanyol. A 13 anys va ser escollida per un representant del món de l'espectacle, Pepe Cabo, per a formar part d'una companyia infantil dirigida per l'acadèmia de Karen Taff, Los chavalillos de España. D'aquesta manera, al Nadal de 1949 s'embarca en la seva primera gira per tot el país amb una companyia d'actors.
Amb 16 anys ingressa a la companyia de revista de Matías Colsada, al Teatro La Latina. Aquí va començar a treballar com a ballarina del repartiment junt amb la vedette Maruja Tomás i el seu marit i cap de la companyia, Alfonso del Real. Com que no tenia la majoria d'edat, l'actriu va haver de falsificar la seva data de naixement per a poder ingressar, i es va especialitzar en papers còmics.
El 1956, Colsada li ofereix el seu primer paper important per a substituir a Mercedes Llofriu en l'obra Mujeres o Diosas, i és aquí quan adopta el seu malnom de Lina Morgan, que sorgeix del diminutiu d'Ángela María (Lina) i la banca Morgan.
D'aquí passa a ser una vedette de revista durant els anys 1950, actuant en sales de la Gran Vía juntament amb actors i artistes com Manolo Paso, Tony Leblanc, Miguel Gila o Ángel de Andrés entre d'altres, fins a esdevenir una de les cares habituals del gènere en el Madrid de l'època. Els productors cinematogràfics comencen a interessar-se per ella, i Morgan roda les seves primeres pel·lícules: El pobre García, de Tony Leblanc, i Vampiresas 1930 de Jess Franco (1960).
L'actriu realitza en 1962 la seva primera aparició a Televisión Española, quan actua en un festival benèfic, i un any després participa en els programes Gran Parada i Cita con el humor.

### Salt a la fama
La seva confirmació en el món de l'espectacle va arribar en 1964, quan va actuar en la companyia de Colsada amb artistes com Juanito Navarro, en espectacles còmics i de revista. En aquesta època, Morgan debuta com a actriu principal i aconseguirà el seu primer gran èxit de públic, juntament amb Navarro, en l'obra Dos maridos para mí en 1965. Des d'aquest moment, Colsada explota la col·laboració entre Lina Morgan i Juanito Navarro, que arriben a realitzar la mateixa obra durant sis mesos consecutius al Teatre La Llatina i actuarien en altres peces més. Lina Morgan va arribar a ser requerida per a aparèixer en múltiples pel·lícules i al cèlebre programa de televisió Estudio 1, a La chica del gato (1966) i El landó de seis caballos (1968).
En 1969 l'actriu grava la seva primera pel·lícula com a protagonista, Soltera y madre en la vida, i un any després una de les seves obres més populars: la comèdia La tonta del bote, dirigida per Juan de Orduña, on interpreta a una jove riallera i atabalada. Aquella pel·lícula la va catapultar a la fama a nivell nacional entre el gran públic, i el 1972 va abandonar la companyia de Colsada per a dedicar-se al cinema.
Al començament dels anys 1970 va aparèixer en més pel·lícules, la majoria d'elles cintes d'humor dirigides per Mariano Ozores i on interpretava a empleades de la llar o personatges còmics. No obstant això, també va fer papers dramàtics com Una pareja... distinta, amb José Luis López Vázquez en 1974.
A partir de 1975, Morgan decideix aparcar el cinema per a tornar a pujar als escenaris. Amb els diners guanyats en les seves pel·lícules, l'actriu munta la seva pròpia companyia de revista al Teatre Barceló. El seu projecte va travessar serioses dificultats econòmiques, ja que, després de la mort de Francisco Franco, l'humor blanc i castís no tenia la mateixa demanda que un altre tipus de gèneres com el destape, i Lina Morgan va perdre tots els diners invertits. No obstant això, després d'una aparició al programa Directísimo de José María Íñigo, la revista de Lina Morgan va aconseguir una major atenció del públic, i va poder estrenar obres noves com Casta ella, casto él, amb Florinda Chico i Antonio Ozores.

### Èxit teatral

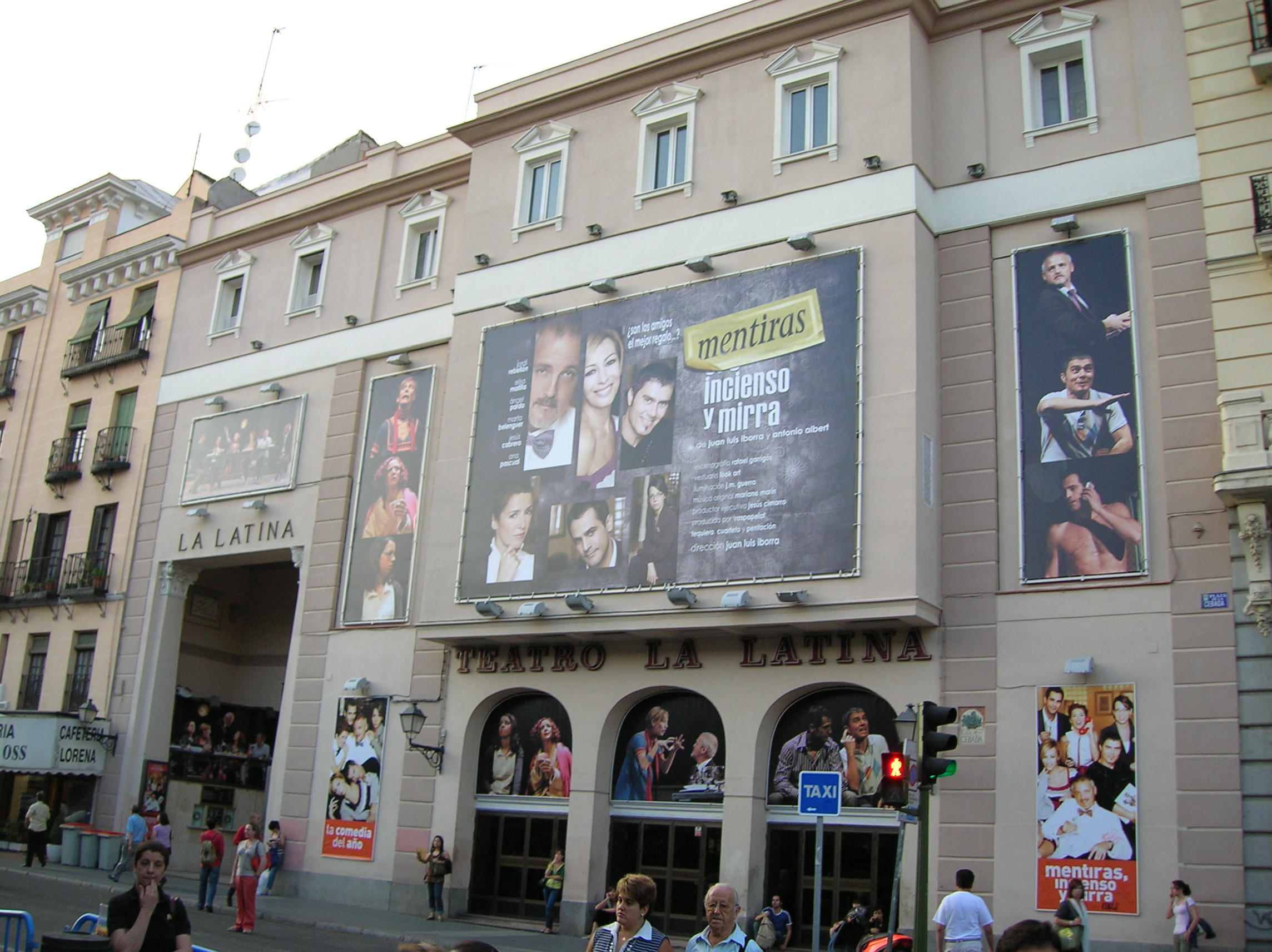
Façana del Teatro La Latina, que va ser propietat de Lina Morgan durant 31 anys.

Lina Morgan dona un cop d'efecte en 1978 a l'arrendar amb l'ajuda del seu germà, l'empresari José Luis López Segovia, el Teatro La Latina de Madrid, que aleshores travessava seriosos problemes econòmics. Per a reimpulsar-lo, l'actriu trasllada al mateix diverses de les seves obres de revista amb llibrets de Manolo Baz, mentre que el seu germà es dedica a la gestió i programació. El teatre va ser completament adquirit en 1983 per 127 milions de pessetes al seu antic propietari, Matías Colsada.
En 1980, l'actriu estrena una de les seves obres de teatre més conegudes, la revista ¡Vaya par de gemelas!. La peça va passar per València, Barcelona i Madrid, i el seu èxit de públic va fer que Televisió Espanyola decidís gravar-la per a televisió. L'obra va funcionar des de novembre de 1980 fins a setembre de 1983, i amb ella es van recaptar uns 2.700 milions de pessetes i l'actriu va ser reconeguda en 1982 amb el premi Miguel Mihura del teatre. Després d'aquesta obra, Morgan va interpretar Sí a l'amor des de 1984 fins a 1987, i El último tranvía fins al 1991, on repetia la mateixa fórmula còmica.
A partir de la dècada de 1990, canvia el seu registre i passa de la revista a la comèdia musical. L'obra que marcaria aquesta nova tendència va ser Celeste no es un color, amb repartiment de Marisol Ayuso i Luis Perezagua, que es va mantenir en el cartell de la Latina des de 1991 fins a 1993. Una funció d'aquesta obra va ser gravada i emesa a TVE; va aconseguir una audiència de gairebé 9,5 milions d'espectadors al desembre de 1993.

### Pas per la televisió
Després de l'èxit de Celeste no es un color, Lina Morgan decideix donar el salt a la televisió. La seva primera aparició va ser una sèrie per a Antena 3, Compuesta y sin novio, dirigida i escrita per Pedro Masó i emesa al setembre de 1994 com una de les estrenes més destacades en la nova temporada de la cadena. Gràcies a aquest treball, l'actriu obté el TP de Oro 1994 a la millor actriu.
En 1995, la mort del seu germà José Luis afecta seriosament a l'actriu, que a més es veu obligada a fer-se càrrec de La Latina. Tot i això, va endavant i emprèn un nou projecte produït per Valerio Lazarov, la sèrie Hostal Royal Manzanares per a Televisió Espanyola; pel paper va cobrar 24 milions de pessetes per episodi. Durant quatre temporades, aquest espai va obtenir un important èxit d'audiència com a líder de l'horari de màxima audiència dels dijous i el seu últim episodi va atreure a 7,3 milions d'espectadors.
Després del final d'Hostal Royal Manzanares, Morgan s'embarca en altres dos projectes de menor èxit. En 1998 treballa en Una de dos, produïda per José Frade i que va registrar unes dades d'audiència molt baixes. En 2001, tornaria a la televisió pública amb Academia de baile Gloria, de la qual es van gravar 17 capítols. L'actriu també va gravar i va estrenar en 2004 la sèrie ¿Se puede? per a la mateixa cadena de televisió, tot i que la nova direcció de l'ens públic la va programar a l'estiu a les 23:00 h, la qual cosa va ser criticat amb duresa per la mateixa Morgan.
Els seus últims treballs van ser aparicions en sèries de José Luis Moreno com Aquí no hay quien viva, A tortas con la vida o Escenas de matrimonio, on va durar unes poques setmanes. El gener de 2009 va posar a la venda el Teatro La Latina, que es va vendre el 15 de juny de 2010 al grup català Focus associat amb Pentación, que programa el Teatro Bellas Artes de Madrid.
El 5 gener de 2012 va reaparèixer en una gala especial de La 1 per a la nit de Reis produïda per José Luis Moreno, a la que acompanyava la presentadora Ana Obregón.
El 18 de novembre de 2013 va ser hospitalitzada a causa d'una pneumònia que es va acabar complicant, després de deu mesos va decidir passar la resta de la seva greu malaltia al seu domicili.
El 20 d'agost de 2015 l'actriu moria al seu domicili després d'una llarga malaltia que la va mantenir allunyada dels escenaris els darrers anys i per la qual havia estat hospitalitzada nou mesos poc abans de la seva mort.

## Obres de teatre
Al llarg de la seva carrera, Lina Morgan va intervenir a més de 50 peces teatrals i de revista musical:
- Cascabeles de España (1949)
- Bulerías (1950)
- Claveles (1950)
- Fantasía Canaria (1950)
- Cascabeles de España Nº2 (1950)
- Multicolor (1950)
- Claveles (1950)
- Tecnicolor (1950)
- Solera Vieja (1950)
- Claveles 1951 (1951)
- Del Can-Can al Mambo (1952)
- La copla andaluza (1952)
- ¡Espabíleme usted al chico! (1952-1955)
- ¡Cirilo, que estás en vilo! (1953-1955)
- ¡Ki-Ki-ri-ki! (1953-1955)
- La blanca doble (1953-1955)
- Ana María (1954-1955)
- Todo para la mujer (1955)
- ¡Ay que trío! (1955)
- Mis dos maridos (1955)
- Secreto de estadio (1955-1956)
- Tres en un jeep (1955)
- ¡Tontita! (1955)
- Mi padre... Su padre.... tu padre... (1955-1956)
- Mujeres o diosas (1956-1957)
- Beldades... y mentiras (1957-1958)
- Dos en una (1957)
- ¡Qué Mujeres! (1957)
- Un Matraco en Nueva York (1958)
- Los Diabolicos (1958)
- El Tren de la felicidad (1958)
- Madame frivolidad (1959)
- Ayer y Hoy (1959)
- El gato celoso (1960)
- Baraja de ritmos (1960)
- ¡Cásate con una ingenua! (1960)
- Un Matraco en Nueva York (1960)
- Éste y yo, sociedad limitada (1960 -1961)
- ¡Timoteo! ¿Qué las das? (1961)
- Pobrecitas Millonarias (1961)
- El hijo de Anastasia (1961-1962)
- El conde de manzanares (1962)
- Boeing boeing (1962)
- Una chica que promete (1962-1963)
- El agujero (1963-1964)
- Soltero de nacimiento (1963-1964)
- Un aprendiz de marido (1964)
- ¡Ay que ladronas! (1964)
- A medianoche (1964)
- El Barbero de Melilla (1964-1965)
- Las fascinadoras (1965)
- El Barbero de Melilla (1965)
- ¡Quiero un bebé! (1965)
- Dos maridos para mí (1965-1966)
- ¡Quiero ser mamá! (1966)
- ¡Y... parecía tonta! (1966-1967)
- La rompeplatos (1967-1968)
- La chica del barrio (1968-1969)
- Que vista tiene Calixta (1969-1970)
- La Chica del surtidor (1970-1971)
- ¡Nena, no me des tormento! (1971-1972)
- ¡Un, dos, tres... cásate esta vez! (1972-1973)
- El cuento de la lechera (1973-1974)
- Pura metalúrgica (1975-1976)
- Casta ella, Castó él (1976-1977)
- La Marina te llama (1977-1980)
- ¡Vaya par de gemelas! (1980-1983)
- Hay que decir que si al amor (1983-1984)
- ¡Sí, al amor! (1985-1987)
- El último tranvía (1987-1991)
- Celeste... no es un color (1991-1993)

## Cinema
A més de papers còmics, Lina Morgan va intentar fer papers d'un altre registre. El 1974 va actuar junt a José Luis López Vázquez en Una pareja... distinta, però la pel·lícula va ser un fracàs comercial.

### Filmografia
- Vampiresas 1930 (1960)
- El pobre García (1961)
- Objetivo las estrellas (1963)
- Una tal Dulcinea (1963)
- La cesta (1964)
- Julieta engaña a Romeo (1964)
- Algunas lecciones en amor (1966)
- ¿Qué hacemos con los hijos? (1967)
- Las que tienen que servir (1967)
- Los subdesarrollados (1968)
- Soltera y madre en la vida (1969)
- La tonta del bote (1970)
- La graduada (1971)
- Dos chicas de revista (1972)
- La descarriada (1972)
- Una monja y un don Juan (1972)
- La llamaban la madrina (1973)
- Señora doctor (1973)
- Ésta que lo es... (1973)
- Una pareja... distinta (1974)
- Dormir y ligar todo es empezar (1974)
- Fin de semana al desnudo (1974)
- Los pecados de una chica casi decente (1975)
- Imposible para una solterona (1975)
- Un día con Sergio (1975)
- Hermana ¿pero qué has hecho? (1994)

## Televisió
- El tercer rombo (1966)
- Compuesta y sin novio (1994)
- Hostal Royal Manzanares (1996-1998)
- Una de dos (1998-1999)
- Academia de baile Gloria (2001)
- ¿Se puede? (2004)
- Aquí no hay quien viva (2005)
- A tortas con la vida (2006)
- Escenas de matrimonio (2007-2008)